# Dustin Pedroia
Dustin Luis Pedroia (Woodland, 17 de agosto de 1983) é um jogador americano de beisebol. Na faculdade, jogou pela Estadual do Arizona. Passou três anos (2004-06) nas ligas menores, até estrear nos Boston Red Sox em 22 de agosto de 2006.
Dustin tem ascendência portuguesa.

## Carreira
Pedroia se tornou o segunda-base titular do Red Sox em 2007. Embora sempre sólido na defesa (somente seis erros no ano), começou mal a temporada no bastão. Em 1º de maio, sua média de rebatidas estava em .172. Mas, por 19 de junho, Pedroia a aumentou para .322, ajudado por uma seqüência de rebatidas de 13 jogos e um jogo de 5 rebatidas contra os San Francisco Giants, em 15 de junho. Em sua jogada mais lembrada da temporada, fez uma defesa na sétima entrada para preservar o no-hitter do também novato Clay Buchholz, em 1 de setembro.
Nos playoffs, Pedroia se destacou no Jogo 7 das finais da Liga Americana contra os Cleveland Indians, em 21 de outubro. Na baixa da 7ª entrada, bateu um home run de 2 corridas para os assentos do Green Monster; depois, na 8ª, rebateu uma dupla de 3 corridas, que ajudaram os Red Sox garantir a série e avançar à Série Mundial, onde ganhou o título.
Ao fim, Pedroia foi eleito o Novato do Ano na Liga Americana. Fato notável também foi a revelação de que ele jogou os dois últimos meses da temporada com um osso da mão esquerda quebrado.
Em 2008, Pedroia foi eleito, ao fim da temporada, o prêmio de MVP da Liga Americana, além da Luva de Ouro e do Slugger de Prata. No dia 3 de dezembro, ele assinou sua extensão de contrato com os Red Sox por 6 anos/US$ 40,5 milhões. Em 2013, ele renovou por mais seis anos. No mesmo ano, ele foi campeão com o Boston.

## Estatísticas
- Corridas impulsionadas: 493
- Home Runs: 99
- Média de rebatidas: 30,2%